# Marieke Derksen
Marieke Derksen (Gouda, 13 oktober 1979) is een Nederlandse uitgeefster. Zij is het hoofd van de uitgever Voetbal Inside, onderdeel van Overamstel Uitgevers. In die functie is zij verantwoordelijk voor tal van bestsellers.

## Levensloop
Derksen werd geboren als de dochter van voetbaljournalist Johan Derksen en Linda Westers. Ze groeide op in het Betuwse Elst. Haar moeder overleed toen Derksen twaalf was na een val van de trap. Haar vader hertrouwde kort daarna. Uit dat huwelijk, dat slechts kort duurde, heeft Derksen een halfzus.
Op haar 17e ging Derksen een jaar naar de middelbare school in het Amerikaanse Oklahoma City. Van 1999 tot 2004 studeerde ze Theater-, film- en televisiewetenschappen aan de Universiteit Utrecht. Daarna vervulde ze van 2005 tot 2010 verschillende functies bij het blad Voetbal International.
Derksen werd in 2010 redacteur bij uitgeverij De Buitenspelers. Een jaar later veranderde de uitgeverij haar naam naar VI Boeken, waar Derksen opklom als manager. VI Boeken was onderdeel van WPG Uitgevers en later De Bezige Bij. In 2015 begon Derksen samen met haar vader Johan, na diens ontslag bij Voetbal International, een nieuwe uitgeverij onder de naam Voetbal Inside, een imprint van Overamstel Uitgevers.
Twaalf boeken waarvoor Derksen als uitgever de verantwoordelijkheid droeg hebben bovenaan de lijst van bestverkochte boeken gestaan, te weten Gijp, De wereld volgens Gijp, Kieft, Topshow, Derksen, (alle van de hand van Michel van Egmond), Geen genade (over Andy van der Meijde), Thomas Dekker – mijn gevecht, Theo Janssen - De dikke prins, Vechtlust (over Fernando Ricksen), Geen gezeik (over Jan Boskamp), Rico door Leon Verdonschot en Sneijder (over Wesley Sneijer. Drie boeken wonnen de NS Publieksprijs.
- International Standard Name Identifier: 0000 0003 9558 1436
- Nederlandse Thesaurus van Auteursnamen: 29423022X
- Virtual International Authority File: 290382268
- WorldCat: E39PBJhMjKqPWTxRtWCDYYg3Qq